# Elin Backman
Elin Backman, född 20 november 1988, är en svensk friidrottare med distansen 200 meter som specialitet. 
Vid junior-EM i Hengelo i Nederländerna år 2007 tävlade Elin Backman på 200 meter. Hon tog sig vidare genom försöken med tiden 24,71, men slogs ut i semifinal trots förbättring till 24,57.
Efter att ha förbättrat sitt personrekord på 200 meter sedan tre år, 24,11, till 23,50 vid tävlingar i Budapest den 20 juni 2010 togs Elin ut till de kommande EM-tävlingarna i Barcelona.  Hon deltog individuellt på 200 meter men blev utslagen i försöken. Hon deltog också i korta stafettlaget (ihop med Lena Berntsson, Emma Rienas och Moa Hjelmer) som tog sig till final och där kom på en sjundeplats

## Personliga rekord
| Utomhus - 100 meter – 11,68 (Helsingborg 11 juli 2010) - 100 meter – 11,84 (Karlskrona 14 augusti 2009) - 200 meter – 23,50 (Budapest, Ungern 20 juni 2010) - 200 meter – 24,13 (Barcelona, Spanien 30 juli 2010) - 300 meter – 38,19 (Göteborg 10 augusti 2010) - 400 meter – 55,95 (Halmstad 23 juli 2006) - 400 meter – 56,19 (Sollentuna 15 juli 2006) | Inomhus - 60 meter – 7,58 (Malmö 19 januari 2008) - 60 meter – 7,60 (Malmö 26 januari 2008) - 200 meter – 24,39 (Sätra 28 februari 2010) - 400 meter – 55,40 (Malmö 2 mars 2008) - 400 meter – 56,39 (Malmö 5 februari 2012) |

### Fotnoter
1. ↑  ”Stora SM 2007”. trackandfield.se. Arkiverad från originalet den 4 maj 2013. https://archive.is/20130504152109/http://www.proteamonline.se/storage/customers/978/editor/resultat%20sm%20i%20friidrott%202007.html. Läst 19 april 2013.
2. ↑  ”Stora SM 2010, dag 3”. trackandfield.se. Arkiverad från originalet den 29 september 2013. https://web.archive.org/web/20130928222318/http://www.trackandfield.se/resultat/2010/100821.htm. Läst 2 september 2013.
3. ↑  ”Stora SM 2011, dag 4” (htm). trackandfield.se. http://www.trackandfield.se/resultat/2011/110814.htm. Läst 17 april 2013.
4. ↑  Wiger 2006, s. 246.
5. ↑  Wiger 2006, s. 251.
6. ↑  ”Stora inne-SM 2006 damer , resultat” (html). friidrott.stockholm.se. http://www.friidrott.stockholm.se/ism2006/resultat/f_kvinnor_resultat.html. Läst 6 april 2015.
7. ↑  ”Stora inne-SM 2010 dag 2, resultat”. friidrott.stockholm.se. http://www.friidrott.stockholm.se/ISM2010/Page.asp?PageIdentifier=RESSONDAG. Läst 19 juli 2012.
8. ↑  ”Stora inne-SM 2011 dag 2, resultat”. trackandfield.se. http://www.trackandfield.se/resultat/2011/110227.htm. Läst 19 juli 2012.
9. 1 2 3 4 5 6 7 8  ”Personsida på AllAthletics” (på engelska). all-athletics.com. Arkiverad från originalet den 17 november 2017. https://web.archive.org/web/20171117002911/http://www.all-athletics.com/node/148093. Läst 20 september 2016.
10. ↑  ”European Athletics U20 Championships - Hengelo 2007” (på engelska). european-athletics.org. http://www.european-athletics.org/competitions/european-athletics-u20-championships/history/year=2007/results/index.html#. Läst 15 november 2017.
11. ↑  ”Från Budapest till Barcelona?”. friidrott.se. 20 juni 2010. Arkiverad från originalet den 5 april 2017. https://web.archive.org/web/20170405172616/http://www.friidrott.se/nyheter.aspx?id=11198. Läst 5 april 2017.
12. ↑  ”European Athletics Championships - Barcelona 2010” (på engelska). european-athletics.org. http://www.european-athletics.org/competitions/european-athletics-championships/history/year=2010/results/index.html. Läst 5 april 2017.
13. ↑  ”Nära rekord på 4x100”. friidrott.se. 1 augusti 2010. Arkiverad från originalet den 5 april 2017. https://web.archive.org/web/20170405172653/http://www.friidrott.se/nyheter.aspx?id=11435. Läst 5 april 2017.
14. 1 2 3 4 5 6 7  ”Personsida på European Athletics' webbplats” (på engelska). european-athletics.org. http://www.european-athletics.org/athletes/group=b/athlete=131390-backman-elin/index.html. Läst 20 september 2016.
15. 1 2 3  ”Personsida hos IAAF” (på engelska). iaaf.org. https://www.iaaf.org/athletes/sweden/elin-backman-208092. Läst 20 september 2016.